# Ermita del Calvario (Cabanes)

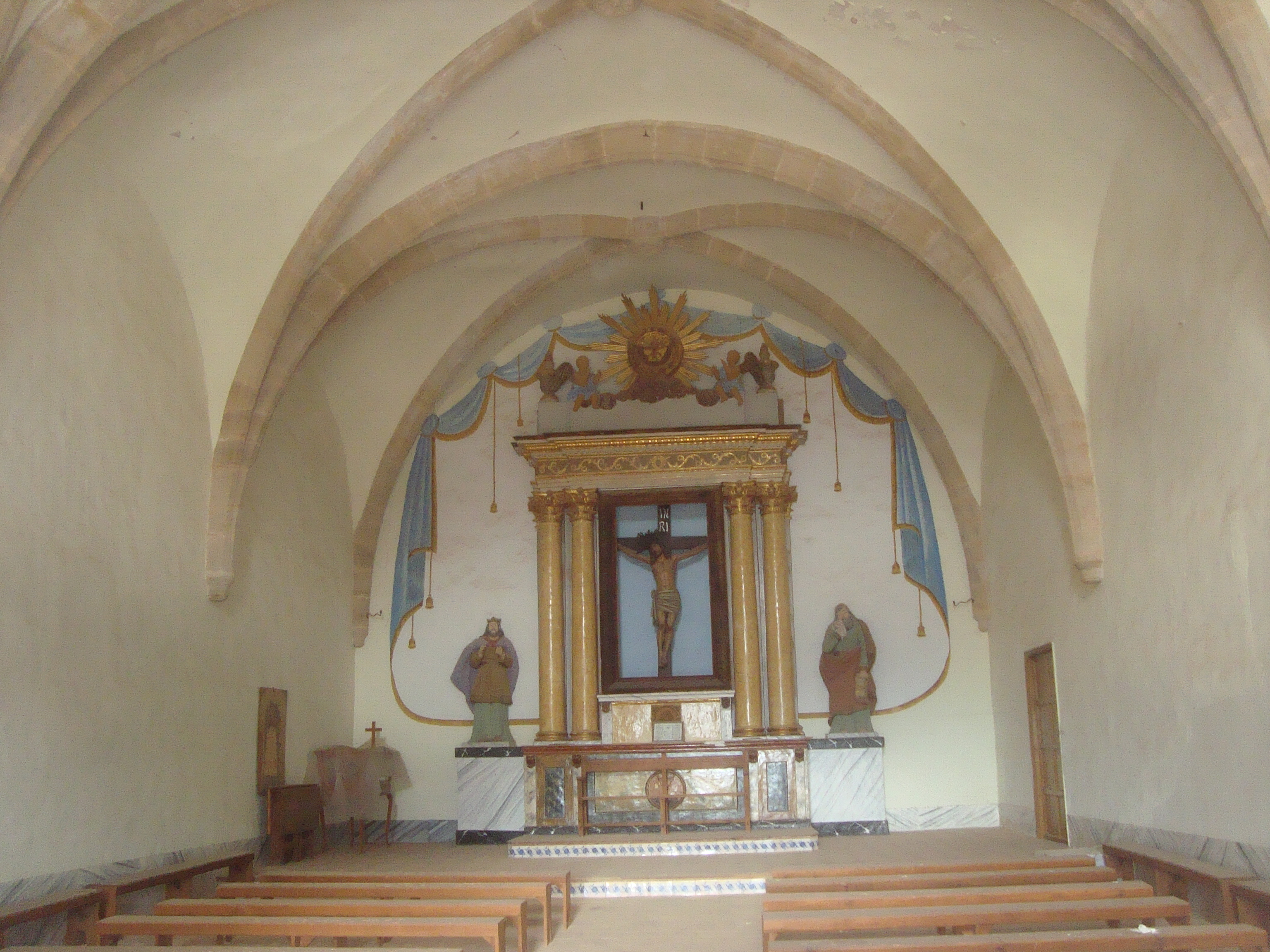
Ermita del Calvario de Cabanes. Interior de la ermita del Santísimo Cristo de la Agonía

La ermita del Calvario de Cabanes se localiza al final de la calle de la Ermita del Calvario, prácticamente a las afueras del municipio de Cabanes, en la comarca de la Plana Alta, en la provincia de Castellón.
Se trata de un conjunto formado por el Vía Crucis que se encuentra situado en casalicios levantados para tal propósito, ubicados en el monte conocido como del "Molinet de Vent", y la Ermita del Santísimo Cristo de la Agonía, todo ello rodeado de la típica vegetación, donde destacan los cipreses y cercada con una valla que impide su paso libremente cuando está cerrada.

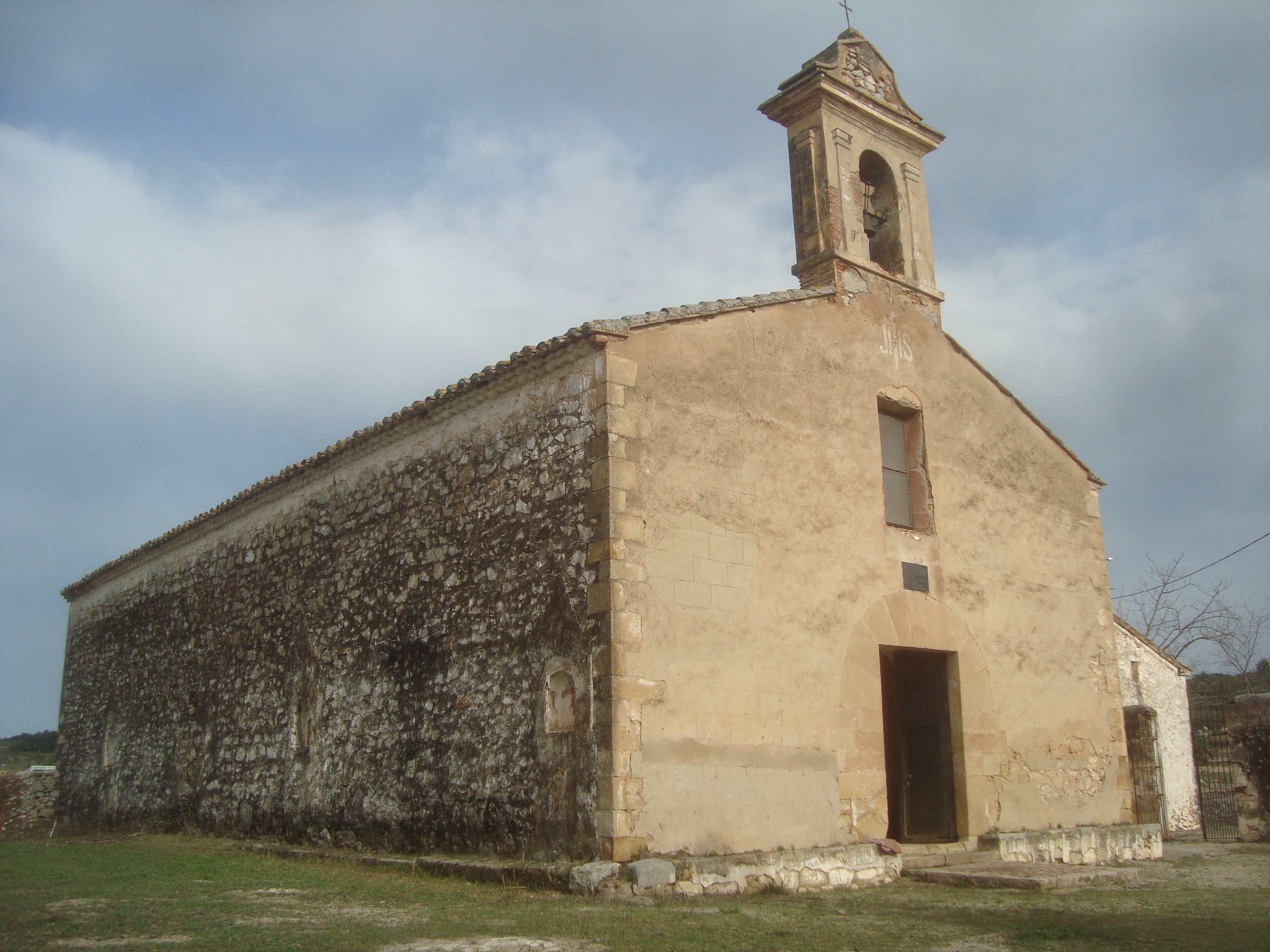
Calvario de Cabanes, ermita del Santísimo Cristo de la Agonía.

## Historia
La ermita, está datada a finales del siglo XVI, posiblemente de 1575, estando inicialmente dedicada a la Virgen del Rosario.
El lugar fue el escenario de una serie de fusilamientos que tuvieron lugar en la zona por parte de las tropas napoleónicas de los mariscales Suchet y Ramfort, las cuales, antes de retirarse en 1811 incendiaron el templo, dejándolo en ruinas. Del incendio sólo se salvó la imagen de la Virgen, que pasó primero a la iglesia de Albalat dels Ànecs y posteriormente a la parroquia.
Más tarde se llevó a cabo su restauración, empleando para ella materiales de la abandonada Ermita de Miravet, y es en este momento cuando se decide cambiar al advocación al Cristo, aprovechando la devoción que durante el siglo XVIII se despertó en la región valenciana hacia a Pasión de Jesucristo.
Así, tras su profanación en 1810, se mantuvo inutilizada durante años, pero en 1853 se dedicó al Santísimo Cristo de la Agonía, una talla que al poco tiempo se trasladó a la parroquia en rogativa debido a las terribles epidemias de cólera que afectaron a Cabanes entre 1855 y 1885. Tras la guerra civil y la posguerra, el 12 de febrero de 1961 se bendijeron las estaciones del Vía Crucis y se dedicaron dos de las capillas a la Virgen del Rosario y a San Vicente Ferrer. En 1975, como conmemora una placa a la entrada de la ermita, se conmemoró el IV Centenario de su construcción."

## Descripción
Se trata de un sencillo conjunto, formado por el recinto del Calvario, casa del ermitaño anexa a la ermita y la ermita en sí, adosada al lado derecho de la casa del ermitaño. Presenta planta rectangular, con cubierta a dos aguas tipo barraca, destacando la presencia de una elegante espadaña de piedra.
Se encuentra en el camino de la Romería de les Santes, que pasa por ella de camino de regreso a la localidad de Cabanes.